# Plainfield (Connecticut)
Plainfield és una població dels Estats Units a l'estat de Connecticut. Segons el cens del 2005 tenia 15.443 habitants.

## Demografia
Segons el cens del 2000, Plainfield tenia 14.619 habitants, 5.444 habitatges, i 3.908 famílies. La densitat de població era de 133,5 habitants/km².
Dels 5.444 habitatges en un 36,6% hi vivien nens de menys de 18 anys, en un 53,6% hi vivien parelles casades, en un 13,1% dones solteres, i en un 28,2% no eren unitats familiars. En el 21,4% dels habitatges hi vivien persones soles el 8,6% de les quals corresponia a persones de 65 anys o més que vivien soles. El nombre mitjà de persones vivint en cada habitatge era de 2,65 i el nombre mitjà de persones que vivien en cada família era de 3,06.
Per edats la població es repartia de la següent manera: un 26,9% tenia menys de 18 anys, un 8% entre 18 i 24, un 32,1% entre 25 i 44, un 21,6% de 45 a 60 i un 11,5% 65 anys o més.
L'edat mediana era de 35 anys. Per cada 100 dones de 18 o més anys hi havia 92,1 homes.
La renda mediana per habitatge era de 42.851 $ i la renda mediana per família de 47.447 $. Els homes tenien una renda mediana de 36.785 $ mentre que les dones 24.026 $. La renda per capita de la població era de 18.706 $. Aproximadament el 5,4% de les famílies i el 7% de la població estaven per davall del llindar de pobresa.

## Poblacions més properes
El següent diagrama mostra les poblacions més properes.